# Anita Pollitzer
Anita Lily Pollitzer, född 31 oktober 1894 i Charleston, South Carolina, död 3 juli 1975 i New York, var en amerikansk aktivist.
Pollitzer kom 1916 i kontakt med Alice Paul, vilket ledde till att hon anslöt sig till National Woman's Party (NWP). Hon höll tal och bedrev lobbyverksamhet för kvinnlig rösträtt i hela USA. Efter att detta mål uppnåtts var hon aktiv i Equal Rights Amendment. Hon verkade även för International Woman Suffrage Alliance och för jämställdhet mellan könen i Förenta Nationerna. År 1933 blev hon vice ordförande i World Woman's Party och hon var 1945–1949 ordförande i National Woman's Party.